# Bathyanthias mexicanus
Bathyanthias mexicanus är en fiskart som först beskrevs av Schultz, 1958.  Bathyanthias mexicanus ingår i släktet Bathyanthias och familjen havsabborrfiskar. Inga underarter finns listade.